# Mironcillo
Mironcillo est une commune de la province d'Ávila dans la communauté autonome de Castille-et-León en Espagne.

## Administration
| Période                                  | Période | Identité | Étiquette | Qualité |
| ---------------------------------------- | ------- | -------- | --------- | ------- |
|                                          |         |          |           |         |
| Les données manquantes sont à compléter. |         |          |           |         |